# Ganzhousaurus
Ganzhousaurus nankangensis
Genre
Espèce
Ganzhousaurus est un genre éteint de petits dinosaures appartenant à la famille des oviraptoridés. Il vivait à la fin du Crétacé supérieur près de la ville de Nankang (province du Jiangxi) en Chine. Cette ville est placée sous la juridiction de la ville-préfecture de Ganzhou.
Les deux villes de Ganzhou et de Nankang ont donné leurs noms latinisés à l'espèce type et seule espèce Ganzhousaurus nankangensis, qui a été décrite par Wang et ses collègues en 2013.

## Datation
Ganzhousaurus a été découvert dans les « bancs rouges », déposés en environnement continental, de la formation géologique de Nanxiong du bassin de Hongcheng. Ces grès rouges sont datés du Maastrichtien, soit il y a entre 72,2 ± 0,2 et 66,0 Ma (millions d'années).

## Paléobiologie
Ganzhousaurus partageait son habitat avec au moins cinq autres espèces d'oviraptoridés, Banji long, Huanansaurus ganzhouensis, Jiangxisaurus ganzhouensis, Nankangia jiangxiensis et Tongtianlong limosus. Cette diversité a été probablement rendue possible par une répartition des niches écologiques entre ces espèces. Ganzhousaurus, quant à lui, était essentiellement herbivore.

## Classification
La phylogénie des oviraptoridés n'est pas encore stabilisée avec des analyses plaçant  Ganzhousaurus dans la sous-famille des oviraptorinés ou dans celle des ingeniinés,.